# 乌什地区维莱
乌什地区维莱（法語：Villers-en-Ouche，法語發音：[vilɛʁ ɑ̃.n‿uʃ] ⓘ）是法国奥恩省的一个旧市镇，位于该省东北部，属于阿让唐区。2016年1月1日，莫奈和相邻的另外9个市镇合并为新市镇乌什堡。

## 地理
乌什地区维莱（48°51'36"N, 0°27'21"E）面积11.13 平方千米，位于法国诺曼底大区奧恩省，该省份为法国西北部内陆省份，北起顺时针与卡爾瓦多斯省、厄尔省、厄尔-卢瓦省、萨尔特省、马耶讷省和芒什省接壤。
与乌什地区维莱接壤的市镇（或旧市镇、城区）包括：圣洛朗迪唐斯芒、博康塞、昂桑、厄贡、莫奈、圣尼古拉德莱捷。
乌什地区维莱的时区为UTC+01:00、UTC+02:00（夏令时）。

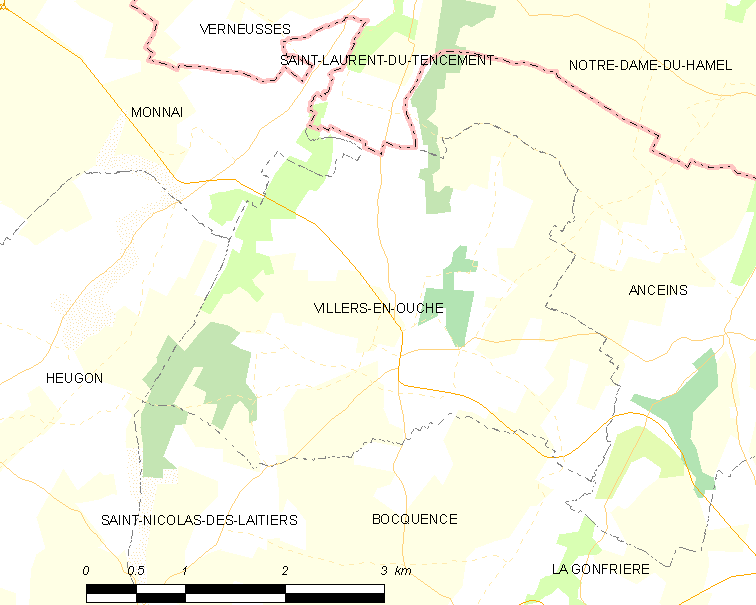
乌什地区维莱的OSM定位图

## 行政
乌什地区维莱的邮政编码为61550，INSEE市镇编码为61506。

## 政治
乌什地区维莱所属的省级选区为赖村县。

## 人口

1962-2008年间乌什地区维莱人口变化图示

乌什地区维莱于2018年1月1日时的人口数量为336人。